# Circonscription de Jendouba
La circonscription de Jendouba est une ancienne circonscription électorale tunisienne. Elle couvre le territoire du gouvernorat de Jendouba.
Le décret-loi no 2022-55 du 15 septembre 2022 la divise en cinq circonscriptions.

## Résultats électoraux
Voici les résultats des élections constituantes tunisiennes de 2011 pour la circonscription ; la liste donne les partis ayant obtenu au moins un siège :
| Parti          | Parti                                                              | Voix    | %    | Sièges |
| -------------- | ------------------------------------------------------------------ | ------- | ---- | ------ |
|                | Ennahdha                                                           | 33 136  | 28   | 2      |
|                | Pétition populaire pour la liberté, la justice et le développement | 12 433  | 10,5 | 1      |
|                | Ettakatol                                                          | 8 267   | 7    | 1      |
|                | Parti démocrate progressiste                                       | 6 388   | 5,4  | 1      |
|                | Congrès pour la République                                         | 5 616   | 4,7  | 1      |
|                | Liste de la lutte sociale                                          | 4 749   | 4    | 1      |
|                | Mouvement des patriotes démocrates                                 | 3 599   | 3    | 1      |
| Inscrits       | Inscrits                                                           | 135 117 | 100  | 8      |
| Votants        | Votants                                                            | 118 376 |      | -      |
| Exprimés       | Exprimés                                                           | 118 376 | 100  | -      |
| Blancs et nuls | Blancs et nuls                                                     | 16 741  |      | -      |

## Représentants

### Constituants (2011-2014)
|  | Nom                                         | Image | Parti                                                                               |
|  | ------------------------------------------- | ----- | ----------------------------------------------------------------------------------- |
|  | Ahmed Mechergui                             |       | Ennahdha                                                                            |
|  | Sonia Merseni                               |       | Ennahdha                                                                            |
|  | Anouar Marzougui                            |       | Pétition populaire pour la liberté, la justice et le développement puis indépendant |
|  | Néfissa Marzougui Saïd Mechichi (2011-2012) |       | Ettakatol                                                                           |
|  | Dhamir Mannaï                               |       | Congrès pour la République, indépendant, Nidaa Tounes puis indépendant              |
|  | Rabeh Khraifi                               |       | Parti démocrate progressiste puis Al Joumhouri                                      |
|  | Wissam Yassine                              |       | Liste de la lutte sociale                                                           |
|  | Mongi Rahoui                                |       | Mouvement des patriotes démocrates                                                  |

### Députés (2014-2019)
| Image | Nom             | Parti                             | Groupe parlementaire                       |
| ----- | --------------- | --------------------------------- | ------------------------------------------ |
|       | Ahmed Mechergui | Ennahdha                          | Ennahdha                                   |
|       | Belgacem Dkhili | Nidaa Tounes puis Machrouu Tounes | Bloc Al Horra du mouvement Machrouu Tounes |
|       | Chaker Ayadi    | Nidaa Tounes                      | Hors groupe                                |
|       | Dorra Yaacoubi  | Union patriotique libre           | Nidaa Tounes                               |
|       | Fayçal Tebbini  | Parti de la voix des agriculteurs | Hors groupe                                |
|       | Jihen Aouichi   | Nidaa Tounes puis Tahya Tounes    | Coalition nationale                        |
|       | Mongi Rahoui    | Front populaire                   | Bloc Front populaire                       |
|       | Sana Mersni     | Ennahdha                          | Ennahdha                                   |

### Députés (2019-2024)
| Image | Nom                 | Parti                             | Groupe parlementaire    |
| ----- | ------------------- | --------------------------------- | ----------------------- |
|       | Abdelhamid Marzouki | Au cœur de la Tunisie             | Au cœur de la Tunisie   |
|       | Chadia Hafsouni     | Au cœur de la Tunisie             | Au cœur de la Tunisie   |
|       | Tawfik Zairi        | Ennahdha                          | Ennahdha                |
|       | Lotfi Ayadi         | Mouvement du peuple               | Bloc démocrate          |
|       | Mongi Rahoui        | Front populaire                   | Bloc démocrate          |
|       | Kamel Aouadi        | Tahya Tounes                      | Tahya Tounes            |
|       | Nidhal Saoudi       | Coalition de la dignité           | Coalition de la dignité |
|       | Fayçal Tebbini      | Parti de la voix des agriculteurs | Bloc démocrate          |